# Melita (Schiff, 1985)
Die Melita ist ein Katamaran der kroatischen Reederei G&V Line Iadera.

## Geschichte
Die Melita entstand unter dem Namen Helgelandsekspressen auf der norwegischen Werft Brødrene Aa in Hyen und wurde 1985 vom Stapel gelassen und in Dienst gestellt. Dort war sie für die Saltens Steamship Company auf der Strecke Bodø–Nesna im Einsatz, später auch nach Sandnessjøen. Im Juni 1995 wurde das Schiff in Flekkefjord eingesetzt und umbenannt in Sørlandscruise auf der Route Arendal–Oslo. 1997 wurde es an die Rogaland Traffic Company verchartert und später im Verkehr in Stavanger und Flekkefjord eingesetzt. Im Januar 1998 verkehrte es auf der Strecke Oslo–Slemmestad. Noch im Januar 1998 wurde das Schiff an Agder Cruise verkauft und in Risørgenta umbenannt. Es kam wieder zwischen Arendal und Oslo zum Einsatz. 2001 wurde das Schiff an die Stavangerke Westamarin in Stavanger verkauft und in Hidle umbenannt. Die Reederei benutze den Katamaran als Ersatzschiff und vercharterte ihn zwischenzeitlich an Torghatten Trafikkselskap in Brønnøysund.
Am 28. Mai 2004 wurde das Schiff nach Split in Kroatien an die Firma UTO Kapetan Luka verkauft und umbenannt in Mala Lara. 2008 kaufte die G&V Line das Schiff und setzte es als Melita auf der Linie Zadar–Iž–Rava ein. 2013 ging es nach einer Umstrukturierung der G&V Line in den Besitz der neu gegründeten G&V Line Iadera über. Das Schiff bedient neben der Linie Zadar–Iž–Rava auch die Linie Zadar–Sali–Zaglav. Auch auf der Strecke Rijeka–Zadar ist es im Einsatz.

## Technische Daten
Das Schiff wird von zwei Viertakt-Dieselmotoren des Herstellers MTU (Typ: 12V396TB83) mit jeweils 1150 kW Leistung angetrieben. Die Motoren wirken auf zwei Propeller.
Die Passagierkapazität des Schiffes beträgt 180 Personen.